# Indianapolis Olympians
Indianapolis Olympians – amerykański klub koszykarski z siedzibą w Indianapolis działający w latach 1949–1953.

## Historia
Zespół Olympians został stworzony w 1949 roku, aby zastąpić w lidze Indianapolis Jets. Liderami zespołu byli Alex Groza oraz Ralph Beard, dwaj złoci medaliści Igrzysk Olimpijskich w Londynie (1948). Oprócz nich w składzie znajdowało się jeszcze dwóch innych członków drużyny olimpijskiej, Cliff Barker i Wallace Jones, którzy pełnili też funkcję głównego trenera.
W swoim inauguracyjnym sezonie zespół uzyskał najlepszy wynik w dywizji zachodniej NBA – 39–25. W półfinałach dywizji pokonali oni Sheboygan Red Skins 2–1, po czym ulegli Anderson Packers 1–2. Alex Groza został liderem ligi w skuteczności rzutów z gry i zaliczono go do pierwszego składu najlepszych graczy NBA. W drugim składzie znalazł się natomiast Ralph Beard.
Podczas rozgrywek 1950/51 wśród zawodników brylowali ponownie Alex Groza i Ralph Beard, którzy zostali zaliczeni do pierwszego składu ligi oraz wystąpili w NBA All-Star Game. Olympians z wynikiem 31–37 zajęli przedostatnie miejsce w swojej dywizji, niemniej zdołali awansować do rozgrywek play-off. Tam niestety już pierwszej rundzie musieli uznać wyższość Minneapolis Lakers, ulegając 1–2. Po zakończeniu sezonu ówczesny komisarz NBA – Maurice Podoloff, zawiesił Grozę i Bearda, po tym kiedy na jaw wyszła sprawa z tzw. "goleniem punktów", jeszcze w trakcie ich karier akademickich.
Przez kolejne dwa lata zespół był eliminowany już w pierwszej rundzie play-off za sprawą Minneapolis Lakers. Miejsce zawieszonych filarów zespołu (Groza, Beard) zajęli w meczu gwiazd – Leo Barnhorst oraz Paul Walther.
Po zakończeniu sezonu 1952/53 zespół został rozwiązany. W trakcie czterech lat swojej egzystencji zanotował bilans 132 zwycięstw i 137 porażek.

## Osiągnięcia
- 1950 – Lider Dywizji Zachodniej NBA (sezon zasadniczy)

## Liderzy statystyczni NBA
- Alex Groza - 2-krotny lider NBA w skuteczności rzutów z gry (1950 - 47,8%, 1951 – 47%)[1][4]

## Klubowi liderzy strzelców
- 1950 – Alex Groza - 23,4[7]
- 1951 – Alex Groza - 21,7[8]
- 1952 – Joe Graboski - 13,7[9]
- 1953 – Leo Barnhorst - 13,6[10]

## Wyniki sezon po sezonie
| Sezon   | Wyg. | Przeg. | Odsetek | Wyniki play-off | Przyp. |
| ------- | ---- | ------ | ------- | --- | ------ |
| 1949–50 | 39   | 25     | 60,9%   | Wygrana z Sheboygan Red Skins (2–1) – Półfinały Dywizji Zachodniej; Przegrana z Anderson Packers (1–2) – Finał Dywizji Zachodniej | [ 1 ]  |
| 1950–51 | 31   | 37     | 45,6%   | Przegrana z Minneapolis Lakers (1–2) – Półfinały Dywizji Zachodniej                                                               | [ 4 ]  |
| 1951–52 | 34   | 32     | 51,5%   | Przegrana z Minneapolis Lakers (0–2) – Półfinały Dywizji Zachodniej                                                               | [ 11 ] |
| 1952–53 | 28   | 43     | 39,4%   | Przegrana z Minneapolis Lakers (0–2) – Półfinały Dywizji Zachodniej                                                               | [ 12 ] |

## Nagrody indywidualne
All-NBA First Team (piątka najlepszych zawodników ligi)
- Alex Groza (1950–1951)[1][4]
- Ralph Beard (1951)[4]

All-NBA Second Team (druga piątka najlepszych zawodników ligi)
- Ralph Beard (1950)[1]

Uczestnicy All-Star Game
- Alex Groza (1951)[3]
- Ralph Beard (1951)[3]
- Leo Barnhorst (1952–1953)[6][13]
- Paul Walther (1952)[6]

Olympians All-Time Team
- Alex Groza
- Ralph Beard
- Leo Barnhorst
- Paul Walther
- Joe Graboski

## Historyczne składy
1949/50
- Cliff Barker, Ralph Beard, Bob Evans, Alex Groza, Bruce Hale, Marshall Hawkins, Joe Holland, Wah Wah Jones, Mal McMullen, Jack Parkinson, Carl Shaeffer, Floyd Volker, Paul Walther

1950/51
- Cliff Barker, Leo Barnhorst, Ralph Beard, Leon Blevins, Alex Groza, Bruce Hale, Joe Holland, Wah Wah Jones, Bob Lavoy, Don Lofgran, John Mahnken, Mal McMullen, Chuck Mrazovich, Carl Shaeffer, Paul Walther

1951/52
- Cliff Barker, Leo Barnhorst, Dillard Crocker, Joe Graboski, Joe Holland, Wah Wah Jones, Bob Lavoy, Don Lofgran, Ralph O'Brien, Bill Tosheff, Paul Walther

1952/53
- Leo Barnhorst, Joe Graboski, Don Hanrahan, Kleggie Hermsen, Bob Lavoy, Ed Mikan, Bob Naber, Mel Payton, Gene Rhodes, Bill Tosheff, Paul Walther, Zeke Zawoluk